# Reynoldsburg
Reynoldsburg è una città degli Stati Uniti d'America, situata nello Stato dell'Ohio, nella contea di Franklin. Alcune parti della città si trovano nelle contee di Licking e di Fairfield. La località fa parte dell'area metropolitana di Columbus.